# 世界攝影日
世界攝影日（英語：World Photography Day）是每年的8月19日，世界各地的人都會透過各類活動來以此慶祝。法國物理學家兼政治人物法蘭索瓦·阿拉戈最早於1839年1月7日法蘭西科學院會議時宣佈了银版摄影法的發明，而此發明背後的劃時代技術要到同年8月19日才由阿拉戈公諸於世並宣布8月19日為世界攝影日。